# Guy Roger Eschmann
Guy Roger Eschmann Bassono (* 10. června 1992, Lomé) je švýcarský fotbalový záložník původem z Toga, od roku 2016 hráč belgického klubu FCV Dender EH. Je bývalým mládežnickým reprezentantem Švýcarska.

## Klubová kariéra
Eschmann se narodil v tožském hlavním městě Lomé. Od sedmi let žije ve Švýcarsku, v hlavním městě francouzsky mluvícího kantonu Jura – Delémontu.
V juniorských letech hrál za švýcarský FC Basel 1893, dále působil v juniorce španělského klubu RCD Mallorca, hrál za další švýcarské kluby Neuchâtel Xamax a FC Thun B.
V roce 2012 přestoupil do izraelského celku Hapoel Petah Tikva a v roce 2013 byl v islandském Fylkiru Reykjavík.

### SK Slavia Praha
V dubnu 2014 posílil český klub SK Slavia Praha vedený trenérem Alexem Pastoorem. Jelikož přišel mimo oficiální přestupní termín, dostal amatérskou smlouvu platnou do 30. června 2014. V Gambrinus lize debutoval 12. dubna 2014 v derby proti AC Sparta Praha, nastoupil na hřiště v 80. minutě. Utkání skončilo porážkou Slavie 0:3. Byl to jeho jediný zápas v sezoně 2013/14 Gambrinus ligy. Po sezoně 2013/14 mu vypršela amatérská smlouva.

### FC Locarno
V průběhu ročníku 2014/15 podepsal kontrakt s FC Locarno.

## Reprezentační kariéra
Zúčastnil se Mistrovství Evropy hráčů do 17 let 2009 v Německu, kde Švýcarsko podlehlo v semifinále Nizozemsku 1:2.